# Mario Quirós Sasso
Mario Quirós Sasso (San José, 21 de septiembre de 1921 - Ciudad Quesada, San Carlos, 29 de mayo de 1971) fue un ingeniero civil, profesor universitario, emprendedor y primer ministro de la Presidencia de Costa Rica.

## Estudios
Obtuvo el grado académico de Master of Science en 1947 de la Universidad de Chapel Hill de Carolina del Norte, USA, después de haberse graduado como Ingeniero Civil de la Universidad de Costa Rica en 1946, siendo uno de los nueve primeros estudiantes y graduados de esa carrera en Costa Rica. Fue admitido, como miembro de la American Society of Civil Engineers en 1947. Cursó su enseñanza primaria y secundaria en la Escuela Buenaventura Corrales, la Escuela de La Unión, el Colegio Seminario y el Liceo de Costa Rica (promoción de 1939).

## Carrera pública y académica
- Como representante estudiantil, fue miembro del Consejo Universitario en 1944. Las aulas de la Facultad de Ingeniería Civil de la Universidad de Costa Rica (UCR), le acogieron como profesor por décadas. Ocupó la Vicedecanatura de esa Facultad de 1948 a 1968.[3]
- A los veintitrés años, en 1944, se integró al Centro para Estudios de los Problemas Nacionales. En marzo de 1945, fecha de la fundación del Partido Social Demócrata de Costa Rica, fue nombrado Secretario General del Comité Ejecutivo de esa naciente agrupación política que, más adelante, se convertiría en el Partido Liberación Nacional del cual fue fundador y firmante de su primera Carta Fundamental.[4]
- En 1946 se graduó de licenciado en ingeniería civil, con un grupo de ocho compañeros quienes en total conforman la primera generación de graduados en esta carrera de la Universidad de Costa Rica.[5]
- Durante la Junta de Gobierno de 1948-1949 fue director general de Obras Públicas y Regidor Municipal de San José de 1948-1953.
- Fue presidente del Banco Central de CR en 1959 y miembro de su Junta Directiva de 1957 a 1960.
- Presidente del Colegio Federado de Ingenieros y Arquitectos de Costa Rica 1955-1956.
- Miembro directivo y presidente del Ferrocarril Eléctrico al Pacífico 1954-1956.
- Miembro directivo de Líneas Aéreas Costarricenses (LACSA) 1962-1965. Años más tarde su hijo mayor Mario Enrique Quirós Lara ocupó la Presidencia Ejecutiva de LACSA de 1990-1994.
- Miembro directivo del Instituto Costarricense de Electricidad 1962-1965 y 1970-1971. Promueve de manera decidida la electrificación rural del país.
- En 1962, el presidente Francisco Orlich Bolmarcich lo nombra ministro de la Presidencia y se convierte en el primer costarricense en ocupar ese cargo.[1][2] Es también quien, por primera vez, dirige en su condición de ministro de la Presidencia la Oficina de Planificación Nacional creada en 1963 y luego convertida en el Ministerio de Planificación[6] en 1974. Simultáneamente ejerce el cargo de ministro de Seguridad Pública durante casi toda la administración Orlich 1962-1966.[7] Durante su gestión como ministro de Seguridad Pública crea la Escuela de Policía. Asume, pro tempore y, concurrente con su responsabilidad como ministro de la Presidencia, casi la totalidad de los ministerios de ese entonces. Durante ese período tuvo la alta responsabilidad de atender, al nivel superior, en conjunto con el Ingeniero Jorge Dengo Obregón, la emergencia nacional por los  graves daños causados con las erupciones del Volcán Irazú en 1963. Periódicos de esa época lo señalan como: «el ministro múltiple y la figura sobresaliente en el gabinete del señor Orlich; cada vez que se ausentaba un Ministro, él era el encargado de la Cartera…pero como lo ha dicho siempre (él lo hace) ‘’con la satisfacción de haber contribuido al máximo de mis esfuerzos al bienestar del país.»[7]
- En 1970 asume como ministro de Obras Públicas y Transportes y logra terminar las obras de la carretera rústica a Limón iniciada durante la Administración anterior. Declina inaugurar esta carretera rústica e invita a que lo hagan los funcionarios de la anterior administración y otros promotores de la obra, un gesto muy inusual que le vale un amplio reconocimiento.[8] Firma el préstamo para la construcción de la carretera a Limón, la construcción del Muelle “Alemán” en Limón.[9] la licitación más grande de la historia de Costa Rica hasta esa fecha, para la adquisición de maquinaria para la construcción de obras públicas[10] para dotar al país con dos mil kilómetros de carreteras, e inicia un dinámico programa de infraestructura escolar para dotar al país de 1000 aulas.[11]

## Accidente aéreo
Murió a los cuarenta y nueve años siendo ministro de Obras Públicas y Transportes. Realizaba, al amanecer del sábado 29 de mayo de 1971, una de sus acostumbradas giras de trabajo de fin de semana. Consecuente con su compromiso de dotar al país de una infraestructura educativa de primer nivel, iba a colocar la primera piedra de la construcción del Colegio Técnico de Aguas Zarcas, en Ciudad Quesada. Mueren con él otros cuatro colaboradores del MOPT, Natanael Arias Murillo, Oficial Mayor, Ingeniero Carlos Pascua Zúñiga, director de Arquitectura Escolar, Luis Huertas Castillo, chofer del ministro, Jorge Prado Romero, Fotógrafo y el piloto de la aeronave Capitán Nautilio Rodríguez Ramírez.
El Gobierno de la República de Costa Rica decretó tres días de duelo nacional, durante los cuales el pabellón nacional permaneció izado a media asta en todos los edificios públicos del país. Los funerales de Mario Quirós Sasso fueron declarados oficiales. Sus restos se velaron en capilla ardiente en la Asamblea Legislativa de Costa Rica por dos horas, en donde se le rindió guardia de honor, luego se trasladaron en cureña a la Catedral Metropolitana y posteriormente al Cementerio General. Una enorme multitud de personas se congregaron durante el trayecto para despedirlo.
En el cerro El Cedral en Ciudad Quesada crearon un parque y se erigió un monumento, del escultor costarricense Luis Umaña Ruíz, una mano con el dedo índice señalando al cielo, en honor todos los que perecieron en el accidente aéreo.

## Vida personal
Hijo de José Joaquín Quirós Salazar y Abigail Sasso Méndez-Chumaceiro. Contrajo matrimonio el 26 de setiembre de 1946 con Aziyadé Lara Wahle, hija de Rodolfo Lara Iraeta y de Ana Wahle Tinoco. Tuvo seis hijos Mario Enrique, Claudio Antonio, Ana Lorena, Aziyadé María, Carlos Eduardo y Marcela María.
Quienes lo conocieron lo describen como un hombre de bien, leal y obsesivamente puntual. De palabra corta y largo tacto. Emprendedor nato (cofundó varias empresas en Costa Rica que, en su época, alcanzaron gran renombre en el ramo de la construcción, ya desaparecidas, tales como: Quirós y Ulate, Dimaco, Inveco y Concretera Nacional). Profesional estudioso, madrugador impenitente y magistral profesor: al respecto, uno de sus alumnos, exgerente del INVU, el Ing. Eladio Jara Jiménez, lo retrata vívidamente en un artículo escrito en el periódico La Nación: “El hombre impresionaba desde el primer momento; tenía la horrorosa costumbre de ser puntual, llegaba vestido en forma impecable, se quitaba el saco y lo colgaba en la silla, luego, armado de una barra de tiza, arremetía contra la pizarra…la asignatura era difícil: Obras hidráulicas, pero con qué tacto y qué maestría comenzaba a desarrollar cada uno de los conceptos básicos de esta ciencia que ha servido para que sus ex-alumnos…empujen hacia adelante este país que tanto necesita del progreso dirigido en forma científica”. En conclusión, incansable trabajador y destacado hombre público. Su amigo Fernando Trejos Escalante escribió de él: “Fue también y fundamentalmente, un hombre leal. Leal a sus principios, leal a su trabajo, leal a las responsabilidades que asumía, leal a sus amigos…Quieto y callado, no ponía más que su presencia. Pero su presencia lo llenaba todo.”

## Reconocimientos
El 4 de mayo de 1971 un grupo de más de 200 ingenieros y arquitectos publicaron una página entera en el periódico La Nación para reconocer los logros del ministro Quirós Sasso en el primer año de función de Gobierno, así: "Su capacidad profesional, su experiencia administrativa y su alto espíritu de servicio público, se han conjugado con su hombría de bien para llevar adelante una gran tarea."
El Editorial del Alcance N.º 54 a La Gaceta N.º 113 del Diario Oficial del 29 de mayo de 1971 dice: “como profesional y como empresario; como funcionario y profesor; pero principalmente como ser humano, don Mario Quirós Sasso ha sido uno de esos hombres de excepción que logran, al desaparecer, conmover las entrañas mismas de la sociedad.”
El colegio técnico profesional Mario Quirós Sasso, referido oficialmente como "C.T.P. Ing. Mario Quirós Sasso" es reconocido por el Consejo Superior de Educación y adoptó el nombre en reconocimiento a la filiación del ingeniero Quirós con la provincia de Cartago en donde cursó parte de su educación primaria. Este colegio que lleva su nombre está ubicado en el Cantón de La Unión y tiene más de 50 años de contribuir a la educación nacional.
El periódico Crónicas de la Unión publicó, en noviembre de 2020, un interesante y amplio artículo dedicado (páginas 8, 9 y 10) titulado: "A 99 años del natalicio del Ing. Mario Quirós Sasso: distinguido estadista, Ministro probo y progresista. Benefactor de la Patria".